# Aplosonyx spenceri
Aplosonyx spenceri es un coleóptero de la familia Chrysomelidae. Fue descrita científicamente por primera vez en 1989 por Kimoto.